# Brachyptera trifasciata
Brachyptera trifasciata is een steenvlieg uit de familie vroege steenvliegen (Taeniopterygidae). De wetenschappelijke naam van de soort is voor het eerst geldig gepubliceerd in 1832 door Pictet.